# Zhenhengia
Zhenhengia es un género de bacterias de la familia Lachnospiraceae. Actualmente (2023) sólo contiene una especie: Zhenhengia yiwuensis. Fue descrito en el año 2022. Su etimología hace referencia al médico chino Zhenheng Zu. El nombre de la especie hace referencia a la ciudad China de Yiwu. Es anaerobia estricta e inmóvil, en forma de bacilo. Tiene un tamaño de 0,8-1,2 μm de ancho por 2,3-4 μm de largo. Crece en forma individual o en parejas. Forma colonias de color cremoso tras 3 días de incubación. Crece a 37 °C. Contenido de G+C de 53,2%. Se ha aislado de heces humanas. 